# Калачевская, Тамара Александровна
Тамара Александровна Калачевская (1895 — 1975) — советская актриса и театральный деятель, заслуженная артистка РСФСР (1961).

## Биография
Тамара Калачевская родилась 29 декабря 1895 года в городе Путивль (ныне — Сумская область Украины). Окончила Школу сценического искусства Андрея Павловича Петровского и с 1915 года работала актрисой Харьковского театра, которым руководил Николай Николаевич Синельников.
С 1929 года Калачевская жила и работала в Смоленской (Западной) области, была актрисой, режиссёром 1-го Рабочего театра. В 1934 году она создала 1-й колхозно-совхозный театр в Гжатске (ныне — Гагарин). С 1941 года играла в Смоленском государственном драматическом театре. Активно занималась преподавательской деятельностью, среди её учеников был будущий народный артист СССР Борис Петкер. В 1948—1973 годах Калачевская руководила Смоленским областным отделением Всесоюзного театрального общества. В 1961 году ей было присвоено звание заслуженной артистки РСФСР.
Умерла в Ленинградском Доме ветеранов сцены 4 августа 1975 года, похоронена на Братском кладбище Смоленска.

## Театральные работы (режиссёр)
- После бала.
- Кремлёвские куранты.
- Чудесный сплав.
- Беспокойная старость.
- Без вины виноватые.
- Не всё коту масленица.
- Поздняя любовь.

## Театральные работы (актриса)
- Васса Железнова (главная роль).
- Беспокойная старость (Мария Львовна).
- Лес (Гурмыжская).
- Бесприданница (Чебоксарова).
- Нашествие (Таланова).
- Привидения (фрау Альвинг).